# 22 mai dans les chemins de fer
22 avril 22 juin
Chronologies thématiques
- Croisades
- Sports
- Disney

Cette page concerne les événements qui se sont déroulés un 22 mai dans les chemins de fer.

## Événements

### XXesiècle
- 1904 : en France, inauguration de la section Quillan-Saint-Paul-de-Fenouillet du chemin de fer de Quillan à Rivesaltes (compagnie du Midi).
- 1915 : au Royaume-Uni, dans le Conté de Dumfriesshire, un train de transport militaire entre en collision avec un train de voyageurs à l'arrêt en gare. Les voitures du train militaire qui sont couchées sur les voies sont ensuite heurtées par un autre train de voyageurs qui traversait la gare à vive allure. Le bilan est de 227 morts et 246 blessés.

- 1991 : entre le Royaume-Uni et la France, jonction du Tunnel nord sous la Manche[1].
- 1992 : entre l'Allemagne et la France, un accord sur le TGV Est européen au sommet franco-allemand de La Rochelle pour une liaison à grande vitesse sans échéance précise entre Paris, Berlin et Munich.

### XXIesiècle
- 2006 :
  - en France, une collision entre un camion  et un TER à un passage à niveau entre Lussac-les-Châteaux et Montmorillon, sur la ligne Poitiers-Limoges provoque la mort des deux occupants du camion et blesse légèrement trois passagers.
  - en France, Dominique Perben, ministre des transports, annonce un ambitieux plan pluriannuel de renouvellement du réseau ferroviaire français.

## Décès
- 1871 : mort de Jean-François Cail, l'un des principaux constructeurs français de locomotives dans les années 1850.